# Trienenhaus
Trienenhaus (auch Trinenhaus genannt) ist ein Wohnplatz in Oberodenthal in der Gemeinde Odenthal  im Rheinisch-Bergischen Kreis.

## Lage und Beschreibung
Trienenhaus liegt an der Bundesstraße 506 im Osten der Gemeinde an der Grenze zu Kürten.

## Etymologie
Das Wort Trienenhaus bedeutet, dass es sich um das Haus der Triene (= Abkürzung für Katharina) handelt, das ist die Aussprache in Standarddeutsch. In der Mundart sagt man zu Katharina Tring, daher heißt der Ort in der Mundart Tringenhüsjen.

## Geschichte
Der Ort war Teil der Gemeinde Bechen in der Bürgermeisterei Kürten. 
Der Ort ist auf der Topographischen Aufnahme der Rheinlande von 1824 als Tringenhäuschen und auf der Preußischen Uraufnahme von 1840 verzeichnet. Ab der Preußischen Neuaufnahme von 1892 ist er auf Messtischblättern regelmäßig als Trienenhaus oder ohne Namen verzeichnet.
1975 kam die Ortschaft aufgrund des Köln-Gesetzes zur Gemeinde Odenthal. 
| Jahr | Einwohner | Wohn- gebäude | Kategorie | Politische / kirchliche Zugehörigkeit                        |
| ---- | --------- | ------------- | --------- | ------------------------------------------------------------ |
| 1822 | 4         |               | Hof       | Bürgermeisterei Kürten, Kirchspiel Bechen, Trinenhaus gen.   |
| 1830 | 7         |               | Hof       | Bürgermeisterei Kürten, Pfarrgemeinde Bechen Trinenhaus gen. |
| 1845 | 8         | 1             | Haus      | Bürgermeisterei Kürten, Pfarrgemeinde Bechen Trinenhaus gen. |
| 1871 | 20        | 3             | Weiler    | Bürgermeisterei Kürten, Pfarrgemeinde Bechen Trinenhaus gen. |
| 1885 | 20        | 4             | Wohnplatz | Bürgermeisterei Kürten, Pfarrgemeinde Bechen Trinenhaus gen. |
| 1895 | 11        | 3             | Wohnplatz | Bürgermeisterei Kürten, Kirchspiel Bechen, Trinenhaus gen.   |
| 1905 | 6         | 1             | Wohnplatz | Bürgermeisterei Kürten, Kirchspiel Bechen, Trinenhaus gen.   |